# RC Lens
RC Lens (celým názvem Racing Club de Lens) je fotbalový klub aktuálně hrající francouzskou Ligue 1. Sídlí ve městě Lens, byl založen roku 1906. Hřištěm klubu je Stade Félix Bollaert s kapacitou 41 233 diváků.

## Česká stopa
V letech 1950–1953 v klubu působil trenér českého původu Ludvík Dupal, na něj navázal v letech 1957–58 Karel Michlovský.
V letech 1952–56 barvy RC Lens hájil československý útočník Jiří Hanke.

Po EURU 96 do Lens přestoupil z pražské Slavie Vladimír Šmicer, který s klubem slavil v roce 1998 zisk jediného ligového titulu v historii. 

Druhým českým hráčem v klubu se stal v roce 2000 Radek Bejbl, jenž zde odehrál dvě sezony.

## Získané trofeje

### Vyhrané domácí soutěže
- 1. francouzská liga ( 1× )

(1997/98)
- Ligový pohár ( 2× )

(1994, 1999)

### Mezinárodní soutěže
- 2× účastník Ligy mistrů – (1999, 2003)
- 1× semifinále Poháru UEFA – (2000)

## Bývalí významní hráči
- Marc-Vivien Foé – jeho číslo 17 bylo vyřazeno po tragickém úmrtí při Poháru FIFA v roce 2003.
- Vladimír Šmicer
- Radek Bejbl
- El Hadji Diouf
- Papa Bouba Diop
- Seydou Keita
- Bonaventure Kalou
- Bernard Lama
- Éric Carrière
- Pierre-Alain Frau
- Roger Lemerre
- Titi Camara